# Wolny Ruch Patriotyczny
Wolny Ruch Patriotyczny (arab.: التيار الوطني الحر - Al-Tayyar Al-Watani Al-Hur, ang. skrót: FPM) – libańska partia polityczna, formalnie świecka, jednak ciesząca się popularnością przede wszystkim wśród chrześcijan, a także niektórych szyitów.
Wolny Ruch Patriotyczny został założony i kierowany przez Michela Aouna, stanowiąc jego polityczne zaplecze. W lutym 2006 roku partia zawarła z Hezbollahem Memorandum Zrozumienia, porozumienie skierowane przeciw rządowi premiera Fouada Siniory. Od wyborów parlamentarnych w 2005 roku posiada największą liczbę deputowanych wśród stronnictw chrześcijańskich, a od 2009 roku stanowi drugą co do wielkości partię w libańskim parlamencie (po Mustaqbal). Wolny Ruch Patriotyczny przewodzi parlamentarnemu Blokowi Zmian i Reform (obecnie 27 deputowanych z WRP, Ruchu Marada, Partii Dasznak i Partii Demokratycznej).